# Black Pumas (álbum)
Black Pumas é o álbum de estúdio de estreia do duo norte-americano Black Pumas. Seu lançamento ocorreu em 21 de junho de 2019, por intermédio da ATO Records. A edição limitada do álbum foi nomeada ao Grammy Awards de 2021 na categoria de Álbum do Ano, enquanto "Colors" foi nomeada às categorias de Gravação do Ano e Melhor Performance de American Roots.

## Alinhamento de faixas
Todas as faixas escritas e compostas por Eric Burton e Adrian Quesada. 
| N.º            | Título                | Duração |  |
| 1.             | "Black Moon Rising"   | 3:41    |  |
| 2.             | "Colors"              | 4:06    |  |
| 3.             | "Know You Better"     | 4:09    |  |
| 4.             | "Fire"                | 4:06    |  |
| 5.             | "Oct 33"              | 4:49    |  |
| 6.             | "Stay Gold"           | 4:35    |  |
| 7.             | "Old Man"             | 3:17    |  |
| 8.             | "Confines"            | 3:09    |  |
| 9.             | "Touch the Sky"       | 4:27    |  |
| 10.            | "Sweet Conversations" | 3:22    |  |
| Duração total: | Duração total:        | 39:41   |  |

| N.º | Título                                   | Duração |  |
| 1.  | "Fast Car"                               | 5:41    |  |
| 2.  | "I'm Ready"                              | 3:59    |  |
| 3.  | "Red Rover"                              | 3:53    |  |
| 4.  | "Black Cat"                              | 3:16    |  |
| 5.  | "Politicians in My Eyes"                 | 3:52    |  |
| 6.  | "Colors" (live in studio)                | 6:23    |  |
| 7.  | "Oct 33" (live in studio)                | 5:44    |  |
| 8.  | "Confines" (live in studio)              | 4:49    |  |
| 9.  | "Know You Better" (live at C-Boys)       | 5:57    |  |
| 10. | "Eleanor Rigby"                          | 5:36    |  |
| 11. | "Ain't No Love in the Heart of the City" | 4:18    |  |

## Créditos
- Eric Burton – vocais, violão
- Adrian Quesada – violão, produção, engenharia, mixagem
- Jon Kaplan – produção
- Jacob Sciba – engenharia, mixagem
- Stuart Sikes – engenharia, mixagem
- Erik Wofford – engenharia, mixagem
- JJ Golden – engenharia de masterização